# 李永波 (1946年)
李永波（Lee Bor，1946年7月30日—），生於香港，曾擔任香港超級聯賽球會傑志的球隊助理。

## 生平
李永波生於香港，自幼喜愛看香港足球賽事，在40多歲時隨父母移居加拿大，可是喜歡熱鬧的他因因不適應當地生活而回流香港，直到在1991年認識到當時快譯通的秘書，在其介紹下在球會工作達10年，及後由於快譯通老闆離開，使他便服務花花兩年，其後再在2003年加入重返甲組的傑志至2021年。

## 外部連結
- 傑志教練團隊資料